# Брафман, Яков Александрович
Я́ков Алекса́ндрович Бра́фман (1824, местечко Клецк, Минская губерния — 16 декабря 1879, Санкт-Петербург) — журналист, публицист, памфлетист, автор антисемитских статей и книг.

## Биография
Яков Брафман родился в семье раввина. Осиротев в раннем детстве, Яков Брафман бежал из родного города, чтобы избежать сдачи в рекруты.
В возрасте 34 лет принял православие и стал преподавать древнееврейский язык в Минской духовной семинарии (с 1860). В 1863 году был владельцем одного из двух фотоателье в Минске. Затем служил в Виленском цензурном комитете (с 14 октября 1866) и в Петербурге (с 1870 г.) цензором книг на иврите и идише.
Печатаясь в русских периодических изданиях, обличал еврейский кагал, обвинял Общество для распространения просвещения между евреями в России и Альянс в том, что они являются частью международного еврейского заговора. В 1869 году опубликовал за государственный счет «Книгу кагала» — материалы для изучения еврейского быта (перевод протокольных записей решений руководства минской общины). В 1875—1882 годах вышло второе дополненное издание «Книги кагала» в двух томах: том 1 являлся своего рода подробным введением Брафмана к публикуемым им материалам, том 2 содержал перевод 1055 решений руководства минской общины (вместо 285 в 1-м издании). Книга пользовалась большим успехом в антисемитски настроенных кругах и была переведена на французский, польский и немецкий языки.
Как пишет Краткая еврейская энциклопедия, хотя ряд еврейских общественных деятелей и деятелей культуры обвиняли Брафмана в подделке и искажении документов, использованные им материалы являются подлинными, и переводы его достаточно точны. Но его собственная концепция кагала как государства в государстве, направленного против христиан, — один из образов антисемитской публицистики того времени. «Книга кагала» широко использовалась антисемитскими авторами для целей антиеврейской пропаганды. В то же время опубликованные в ней документы послужили многим историкам материалом для изучения жизни еврейства России в XIX века.
Яков Брафман упоминается в романе Умберто Эко «Пражское кладбище».

## Семья
Сын — Александр Яковлевич Брафман, в 1917 году гласный Петроградской городской Думы, член Совета Сибирского кредитного банка; владел доходным домом А. Я. Брафмана (1898).
Внуком Якова Брафмана был Владислав Ходасевич — известный российский поэт и публицист.